# 보리스 미하일로프 (아이스하키 선수)
보리스 페트로비치 미하일로프(러시아어: Бори́с Петро́вич Миха́йлов, 1944년 10월 6일~)는 소련과 러시아의 아이스하키 선수, 지도자로 현역 시절 포지션은 라이트윙이다. CSKA 모스크바에서 대부분의 선수 생활을 보냈으며, 국제 대회에서 소련 국가대표팀의 일원으로 활약했다. 특히 발레리 하를라모프, 블라디미르 페트로프와 함께 소련의 공격진을 책임졌으며, 이 3인방은 아이스하키 역사상 최고의 조합 중 하나로 간주된다. 그는 소련 국가대표 선수로서 올림픽 금메달 2개, 은메달 1개, 세계 선수권 대회 금메달 8개, 은메달 2개, 동메달 1개를 획득했다.
은퇴 후에는 지도자가 되어 러시아 대표팀 감독을 5차례 지냈다. 2000년에 국제 아이스하키 연맹 명예의 전당에 헌액되었다.

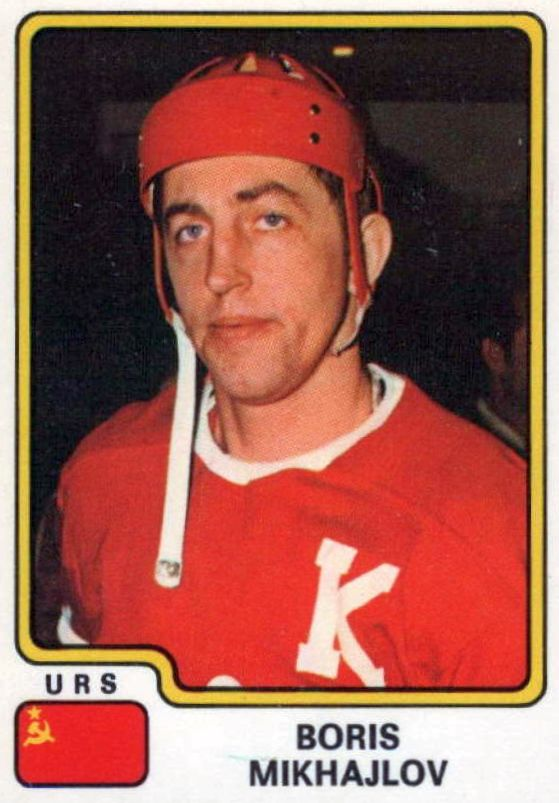
1979년 파니니에서 발매된 미하일로프 스포츠카드

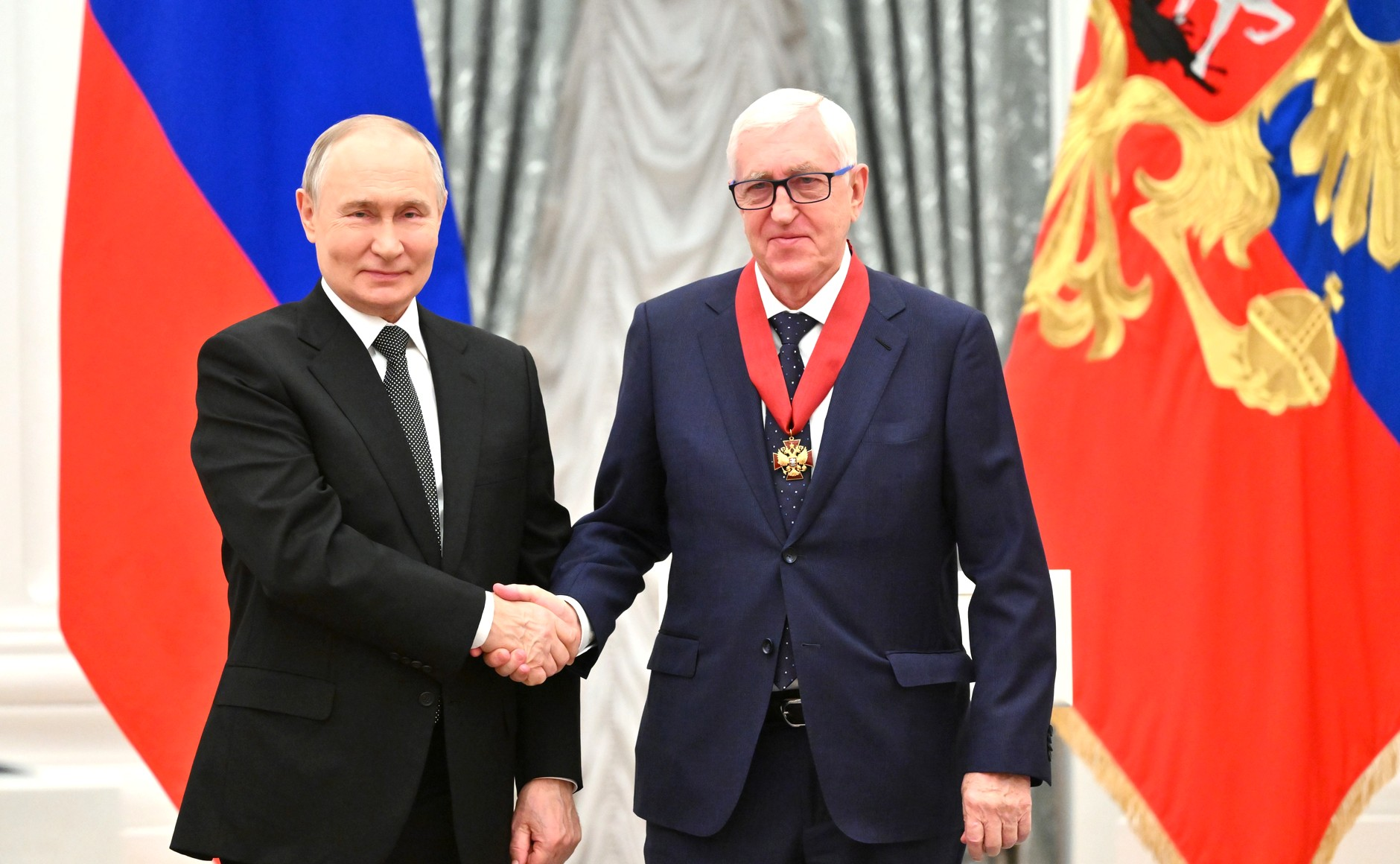
2024년 12월 2급 조국공헌훈장 수여식 당시 러시아 대통령 블라디미르 푸틴과 악수하는 미하일로프